# Xenanthura orientalis
Xenanthura orientalis là một loài chân đều trong họ Hyssuridae. Loài này được Barnard miêu tả khoa học năm 1935.